# Keikyu Corporation
Keikyu Corporation (яп. 京浜急行電鉄株式会社 кэйхин кю:ко: дэнтэцу кабусики гайся), также известная как Кэйхин Кюко (яп. 京浜急行 кэйхин кю:ко:) либо Кэйкю (яп. 京急 Кэйкю:) — японский частный железнодорожный оператор и центральная компания группы Keikyu Group (яп. 京急グループ кэйкю: гуруппу), которая вовлечена в общественный транспорт, торговлю недвижимостью,розничную торговлю и другие отрасли. Линии компании соединяют центральную часть японской столицы Токио с городами Кавасаки, Иокогама и Йокосука в префектуре Канагава. Также обеспечивает удобный доступ к токийскому аэропорту Ханэда. Первая линия входящая в состав компании была открыта в 1898-м году, хотя сама нынешняя компания была образована в 1948-м году. По данной линии в 1899-году был пущен первый электропоезд региона Канто.

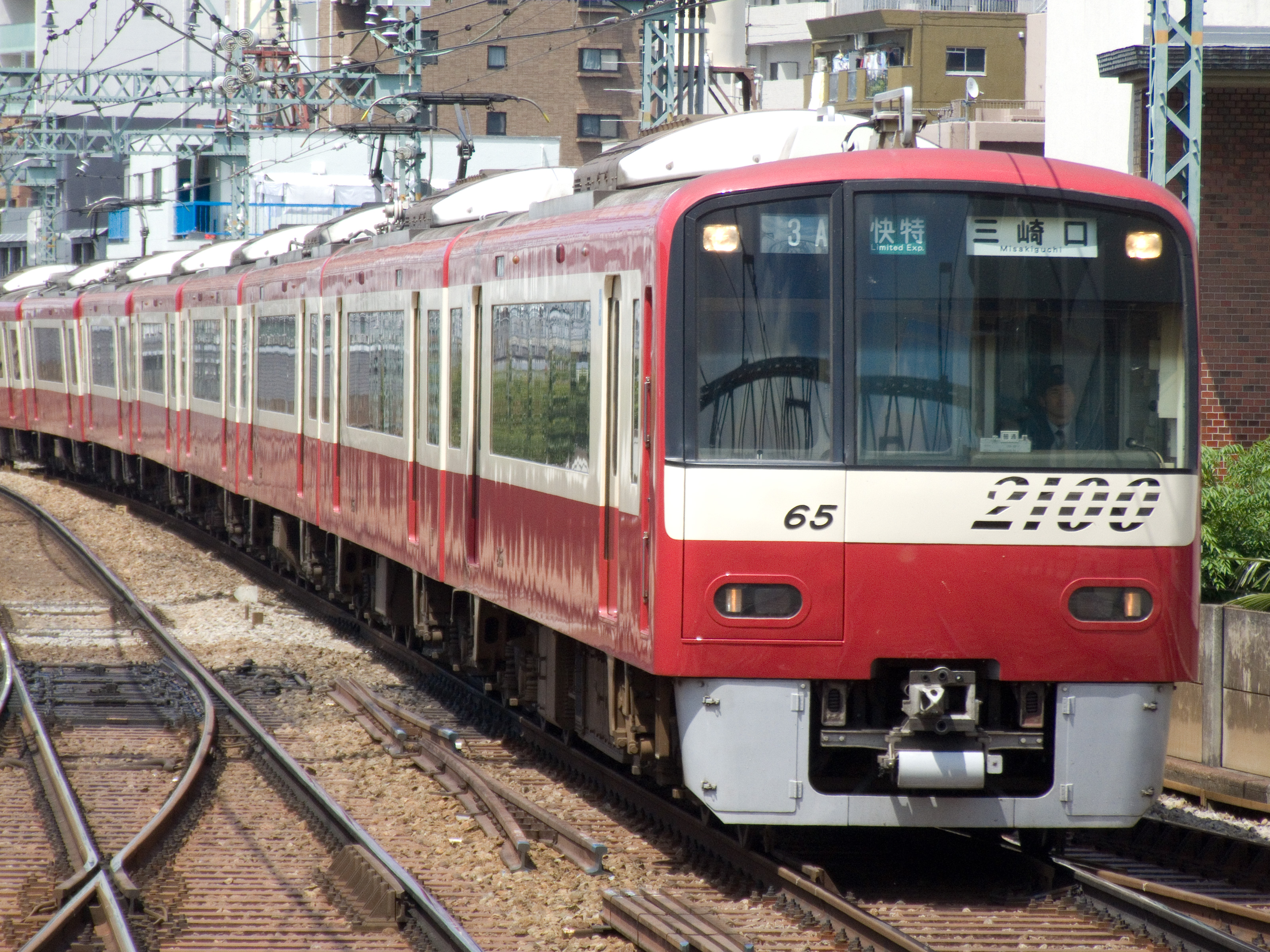
Состав серии 2100 на линии Кэйкю

Компания входит в состав одного из крупнейших кэйрэцу Японии — Fuyo Group. Главный офис расположен в специальном районе Токио — Минато.
До 21 октября 2010 года официальным английским названием компании было Keihin Electric Express Railway Co., Ltd.
Максимальная скорость составов на линии Кэйкю может достигать 120 км/ч, что делает линию третьей по скорости в Токио. Ширина колеи — 1435 мм.

## Линии Keikyu Corporation
| Линия          | Участок          | Участок | Участок         | Длина (км) | Количество станций |
| -------------- | ---------------- | ------- | --------------- | ---------- | ------------------ |
| Линия Кэйкю    | Сэнгакудзи       | -       | Урага           | 56.7       | 50                 |
| Линия Курихама | Хориноути        | -       | Мисакигути      | 13.4       | 9                  |
| Линия Дзуси    | Канадзава-Хаккэй | -       | Син-Дзуси       | 5.9        | 4                  |
| Линия Дайси    | Кэйкю-Кавасаки   | -       | Кодзимасиндэн   | 4.5        | 7                  |
| Линия Аэропорт | Кэйкю-Камата     | -       | Аэропорт Ханэда | 6.5        | 7                  |
| Всего          | 5 линий          | 5 линий | 5 линий         | 87.0       | 73                 |

Линия Кэйкю проходит через юг Токио и города Кавасаки, Иокогама и Йокосука. Конечной в Токио является станция Синагава. Так же существует сквозное сообщение с линиями Асакуса, Кэйсэй и Хокусо от станции Сэнгакудзи.